# Cristina Álvarez Álvarez
Cristina Álvarez Álvarez (Vigo, 1969) es una ingeniera de Telecomunicaciones española, que ejerce como directora de T&O (Tecnología y Operaciones) para Europa y España de Banco Santander.

## Biografía
Estudió ingeniería de Telecomunicaciones en la Universidad Politécnica de Madrid, obteniendo su licenciatura en 1992. Programa de Desarrollo Directivo  (PDD) en IESE (2001) como también diferentes cursos sobre "Leading strategy, growth and change" en Columbia Business School (2006) y Digital Transformation Groupe INSEEC entre otros.

### Trayectoria profesional
Lleva más de 25 años trabajando en el sector de telecomunicaciones. Empezó en Alcatel (Nokia) en 1993. Después  pasó a Vodafone, trabajando en diferentes puesto directivos. También trabajó en Telefónica durante unos años, donde fue responsable de sistemas de tecnología (CIO) y gerente general de desarrollo de servicios, siendo parte de la junta ejecutiva. Desde 2019, trabajó en Banco Santander Puerto Rico,  como Global Chief Technology Officer (CTO), siendo directora de T&O para Europa y España.

## Premios y reconocimientos
- 2016 Premio Liderazgo Digital 2016 de CIONET en la categoría Gran Empresa.[1][9]
- 2016 Premio ingeniera del año, por el COIT.[10]
- 2022 Premio Mujer UPM Steam.[11]